# NGC 6884
NGC 6884 = NGC 6766 ist ein planetarischer Nebel im Sternbild Schwan. Der Nebel wurde am 8. Mai 1883 von dem US-amerikanischen Astronomen Edward Charles Pickering entdeckt. Ebenfalls beobachtete ihn der schottische Astronom Ralph Copeland am 20. September 1884. Dies führte dazu, dass es mit NGC 6766 einen zweiten Eintrag im NGC für diesen Nebel gibt.